# Mazan (Vaucluse)
Pour les articles homonymes, voir Mazan.
Mazan est une commune française située dans le département de Vaucluse, en région Provence-Alpes-Côte d'Azur.

## Géographie

### Localisation
Mazan se situe à 5 km du centre-ville de Carpentras, l'une de ses communes limitrophes, et à 30 km d'Avignon.
La ville est située au cœur de l'ancien Comtat Venaissin, proche du flanc sud du mont Ventoux.
- Avignon - 30 km
- Marseille - 105 km
- Aix-en-Provence - 85 km
- Nîmes - 77 km
- Montpellier - 126 km
- Nice - 263 km
- Lyon - 233 km
- Paris - 700 km

### Communes limitrophes
Les communes limitrophes sont Caromb, Blauvac, Carpentras, Malemort-du-Comtat, Modène, Mormoiron, Pernes-les-Fontaines, Saint-Didier, Saint-Pierre-de-Vassols et Venasque.

### Relief et géologie
Le vieux village est construit sur une petite colline.
La commune est apposée sur une plaine légèrement vallonnée avec de petits reliefs boisés au sud-est (Les Pointes, 448 m) et au sud-ouest (Piémarin, 220 m).

### Hydrographie
L'Auzon y est le cours d'eau principal et passe en bordure du vieux cœur du village. Huit moulins, à huiles et à grains, installés le long de son cours, ont assuré l'indépendance alimentaire de Mazan, pendant plusieurs siècles.
Mazan compte également quelques ruisseaux intermittents et plusieurs fontaines.

### Climat
Pour des articles plus généraux, voir Climat de Provence-Alpes-Côte d'Azur et Climat de Vaucluse.
En 2010, le climat de la commune est de type climat méditerranéen franc, selon une étude du Centre national de la recherche scientifique s'appuyant sur une série de données couvrant la période 1971-2000. En 2020, Météo-France publie une typologie des climats de la France métropolitaine dans laquelle la commune est exposée à un climat méditerranéen et est dans la région climatique  Provence, Languedoc-Roussillon, caractérisée par une pluviométrie faible en été, un très bon ensoleillement (2 600 h/an), un été chaud (21,5 °C), un air très sec en été, sec en toutes saisons, des vents forts (fréquence de 40 à 50 % de vents > 5 m/s) et peu de brouillards. 
Pour la période 1971-2000, la température annuelle moyenne est de 13,6 °C, avec une amplitude thermique annuelle de 17,5 °C. Le cumul annuel moyen de précipitations est de 694 mm, avec 5,9 jours de précipitations en janvier et 2,7 jours en juillet. Pour la période 1991-2020, la température moyenne annuelle observée sur la station météorologique de Météo-France la plus proche, « Carpentras », sur la commune de Carpentras à 6 km à vol d'oiseau, est de 14,7 °C et le cumul annuel moyen de précipitations est de 665,5 mm. 
La température maximale relevée sur cette station est de 44,3 °C, atteinte le 28 juin 2019 ; la température minimale est de −15,4 °C, atteinte le 7 janvier 1985,,. 
| Mois                                  | jan.             | fév.           | mars             | avril         | mai            | juin           | jui.            | août           | sep.           | oct.            | nov.            | déc.            | année      |
| ------------------------------------- | ---------------- | -------------- | ---------------- | ------------- | -------------- | -------------- | --------------- | -------------- | -------------- | --------------- | --------------- | --------------- | ---------- |
| Température minimale moyenne (°C)     | 1                | 1,1            | 4                | 6,9           | 10,8           | 14,4           | 16,5            | 16,1           | 12,7           | 9,5             | 4,9             | 1,8             | 8,3        |
| Température moyenne (°C)              | 6,1              | 6,9            | 10,5             | 13,6          | 17,7           | 21,7           | 24,4            | 24             | 19,5           | 15,3            | 9,9             | 6,5             | 14,7       |
| Température maximale moyenne (°C)     | 11,1             | 12,8           | 17,1             | 20,4          | 24,6           | 29,1           | 32,3            | 31,9           | 26,4           | 21,1            | 15              | 11,3            | 21,1       |
| Record de froid (°C) date du record   | −15,4 07.01.1985 | −12,8 12.02.12 | −11,8 07.03.1971 | −2,9 08.04.21 | 0,1 04.05.1967 | 4,4 01.06.1965 | 7,6 17.07.00    | 6,7 26.08.1966 | 2,2 27.09.1972 | −3,1 30.10.1997 | −9 23.11.1998   | −12 16.12.01    | −15,4 1985 |
| Record de chaleur (°C) date du record | 21 10.01.15      | 23,1 24.02.20  | 28,1 21.03.1990  | 30,8 29.04.05 | 35,4 24.05.09  | 44,3 28.06.19  | 41,6 26.07.1983 | 42,2 22.08.23  | 36 04.09.16    | 31,2 08.10.23   | 24,9 03.11.1970 | 21,5 15.12.1989 | 44,3 2019  |
| Ensoleillement (h)                    | 151,4            | 173,1          | 229,6            | 243,9         | 285,1          | 328            | 363             | 326,7          | 257,2          | 190,6           | 148,6           | 138,1           | 2 835,3    |
| Précipitations (mm)                   | 46,3             | 34,2           | 41,3             | 61,1          | 55,6           | 41,7           | 25,7            | 40,6           | 98,7           | 87,6            | 90,8            | 41,9            | 665,5      |

| Diagramme climatique                                  |             |           |             |              |              |              |              |              |             |           |             |
| J                                                     | F           | M         | A           | M            | J            | J            | A            | S            | O           | N         | D           |
| 11,1146,3                                             | 12,81,134,2 | 17,1441,3 | 20,46,961,1 | 24,610,855,6 | 29,114,441,7 | 32,316,525,7 | 31,916,140,6 | 26,412,798,7 | 21,19,587,6 | 154,990,8 | 11,31,841,9 |
| Moyennes : • Temp. maxi et mini °C • Précipitation mm |             |           |             |              |              |              |              |              |             |           |             |

Les paramètres climatiques de la commune ont été estimés pour le milieu du siècle (2041-2070) selon différents scénarios d'émission de gaz à effet de serre à partir des nouvelles projections climatiques de référence DRIAS-2020. Ils sont consultables sur un site dédié publié par Météo-France en novembre 2022.

## Urbanisme

### Typologie
Au 1er janvier 2024, Mazan est catégorisée petite ville, selon la nouvelle grille communale de densité à sept niveaux définie par l'Insee en 2022.
Elle appartient à l'unité urbaine d'Avignon, une agglomération inter-régionale regroupant 59  communes, dont elle est une commune de la banlieue,,. Par ailleurs la commune fait partie de l'aire d'attraction de Carpentras, dont elle est une commune de la couronne,. Cette aire, qui regroupe 21 communes, est catégorisée dans les aires de 50 000 à moins de 200 000 habitants,.

### Occupation des sols
L'occupation des sols de la commune, telle qu'elle ressort de la base de données européenne d’occupation biophysique des sols Corine Land Cover (CLC), est marquée par l'importance des territoires agricoles (78,7 % en 2018), en diminution par rapport à 1990 (81 %). La répartition détaillée en 2018 est la suivante : 
cultures permanentes (61,3 %), zones agricoles hétérogènes (17,4 %), forêts (9,8 %), zones urbanisées (9,5 %), mines, décharges et chantiers (2 %). L'évolution de l’occupation des sols de la commune et de ses infrastructures peut être observée sur les différentes représentations cartographiques du territoire : la carte de Cassini (XVIIIe siècle), la carte d'état-major (1820-1866) et les cartes ou photos aériennes de l'IGN pour la période actuelle (1950 à aujourd'hui).

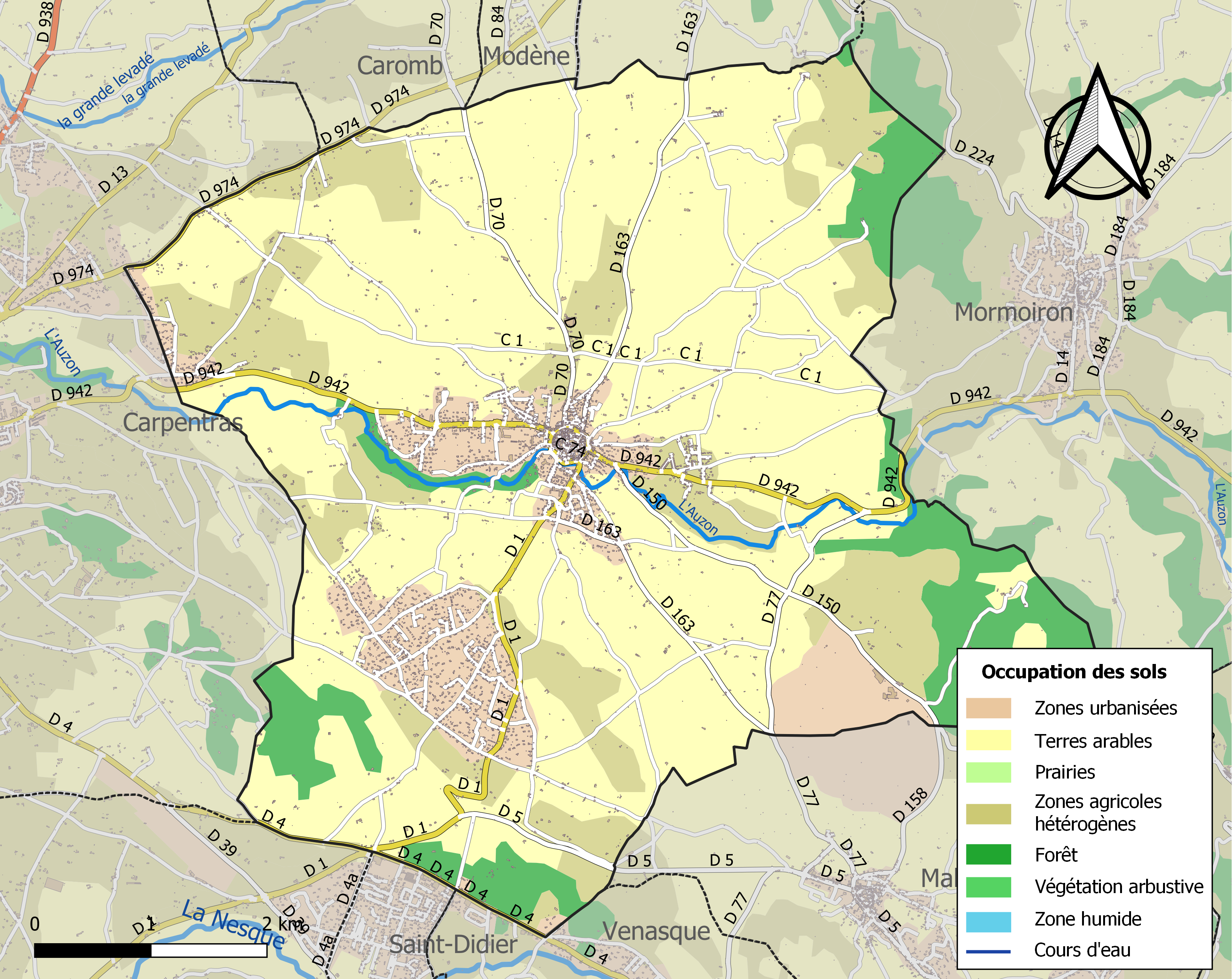
Carte des infrastructures et de l'occupation des sols de la commune en 2018 (CLC).

### Voies de communication et transports

#### Accès routiers
Du nord, la commune est accessible par les routes départementales 70 et 163. Toutes deux repartent au sud-est. De l'ouest, depuis Carpentras, la route départementale 942 qui continue à l'est. Enfin, au sud, la route départementale 1. L'autoroute la plus proche est l'autoroute A7 : 
 23 Avignon-Nord à 24 km ;
  22 Orange-Sud à 28 km.

#### Transports en commun
Plusieurs lignes de bus passant par Mazan partent toutes de Carpentras :
- Ligne B Carpentras - Place Terradou à Mazan-Garrigues ;
- Ligne 12.1 Carpentras - Sault via Mazan ;
- Ligne CF Carpentras - Flassan via Mazan.

Les gares les plus proches sont celles de Carpentras, Avignon TGV et Avignon-Centre.

## Histoire

### Préhistoire et Antiquité
Occupation néolithique. Territoire des Mémini, dont la capitale est Carpentoracte, qui deviendra Carpentras.
Les premières traces archéologiques des vins produits sur le terroir viticole des Ventoux (AOC) ont été découvertes à Mazan, au lieu-dit le Jonquier. Les fouilles, menées sous la direction de Dominique Carru ont permis de mettre au jour l’atelier d’un potier où furent fabriquées les premières amphores vinaires connues en France. Il a été daté par les archéologues du Ier siècle avant notre ère.
Du Ier siècle au IVe siècle, existence d'une nécropole au vicus de Saint-Andéol[Laquelle ?].

### Moyen Âge

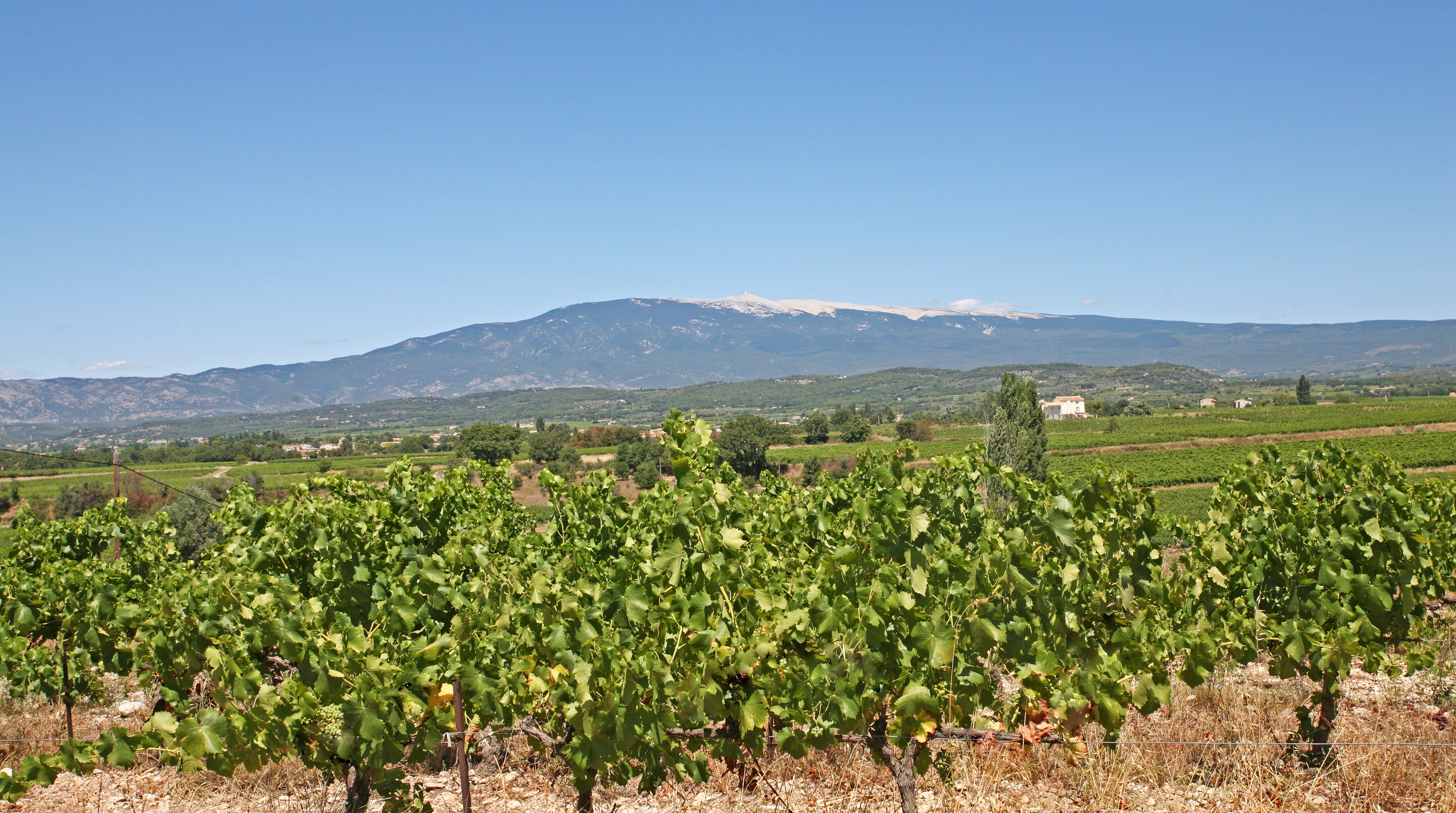
Vignoble de Mazan.

Mazan est citée en 982 sous le nom de "Villa Madazano", puis "Maazano" en 1302.
La tradition veut que Bénézet d'Avignon soit passé trois fois à Mazan. Alors que généralement le constructeur du pont d'Avignon ne buvait pas de vin, une intervention miraculeuse changea à chaque fois l'eau en vin pour lui et ses compagnons.
Co-seigneurie divisée en deux parties : l'une aux Retronchin, puis aux Sade, l'autre aux d'Astouaud, puis aux Vincens de Causans.
En 1357, l’arrivée de l’archiprêtre dans la région provoque une vague de constructions de fortifications : Mazan commence à construire un mur d’enceinte en mars 1359.

### Période moderne

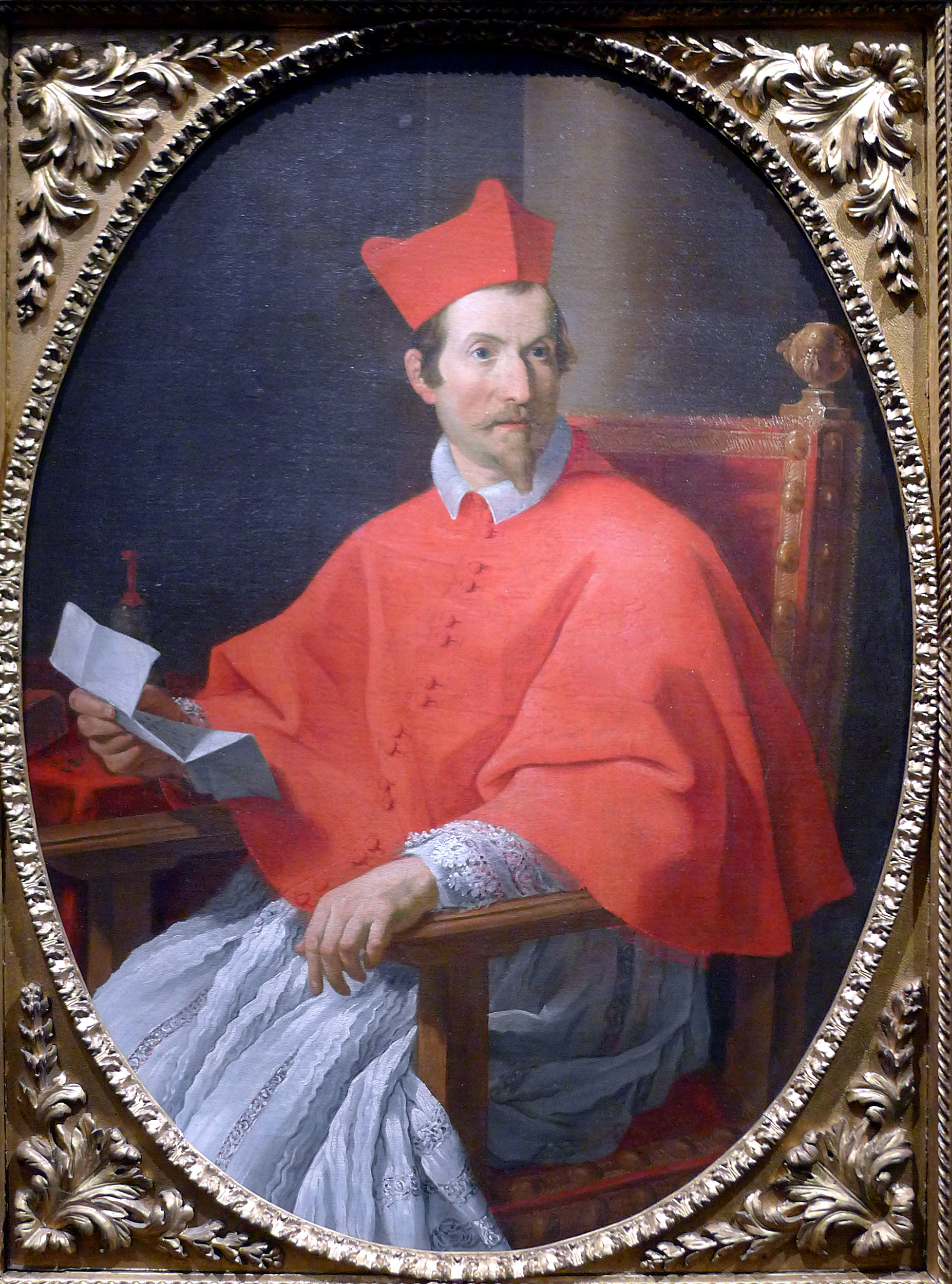
Francesco Barberini représenté en cardinal - Andrea Sacchi, 1631-1633, Römisch-Germanisches Museum, Cologne.

En 1562, le bourg est pillé par le baron des Adrets.
En 1580, la tour du château de Philippe Saignet d'Astouaud est rasée par ordre du Parlement, car celui-ci est accusé de complicité dans le meurtre d'un Grimaldi.
Épidémies de peste en 1588-1589 et en 1629.
Vers 1725 naît le Càrri (le char) de Mazan. Il s'agit d'une journée des revendications accordée au peuple par les deux co-seigneurs et qui se perpétue encore tous les vingt ans sous la forme d'un défilé historique en costumes d'époque.
À la fin du XVIIIe siècle se tient à Mazan le premier festival de Provence, organisé par le célèbre marquis de Sade, coseigneur de Mazan. Il s'agissait de représentations théâtrales de pièces d'auteurs nationaux joués sur les grands boulevards à Paris ou à Marseille.
1789, les habitants souffrent de la Révolution, mais l'Empire remettra un peu d'ordre.[à vérifier]

### Période contemporaine
Les guerres aussi n'épargneront pas la commune. Le village commence à se repeupler à partir de 1950.
Le 5 mai 2013, l'actrice britannique Keira Knightley, qui habite Mazan, y épouse le musicien britannique James Righton.
En septembre 2024, un procès pour une affaire de nombreux viols s'ouvre devant la cour criminelle départementale de Vaucluse en Avignon. Les faits reprochés se sont déroulés entre le 23 juillet 2011 et le 23 octobre 2020 dans une villa de Mazan où cinquante-et-une personnes sont accusées de viol sur une femme, que son mari droguait à son insu,.

## Politique et administration

### Liste des maires
| Période                                  | Période                      | Identité                 | Étiquette | Qualité |
| ---------------------------------------- | ---------------------------- | ------------------------ | --------- | --- |
| août 1790                                | 1791                         | M. Couren fils           | -         | Chirurgien, premier maire de Mazan |
| 26 décembre 1791                         | ?                            | Alexis Xavier Laugier    | -         | |
| 1803                                     | ?                            | M. Bouvard               | -         | |
| 1812                                     | ?                            | Jean Baptiste Quinquin   | -         | |
| 1833 ?                                   | 1839 ?                       | Antoine Dominique Bagnol | -         | |
| 1840                                     | ?                            | Simon Dupont             | -         | |
| 1842                                     | ?                            | Bernard Pompé            | -         | |
| Les données manquantes sont à compléter. |                              |                          |           | |
| 1852                                     | 1865 ?                       | François Martin          | -         | |
| 1867                                     | 1871                         | Nicolas Sautel           | -         | |
| 1872                                     | 1888 ?                       | Joachim Marie Ripert     | -         | |
| 1889 ?                                   | 1901                         | Alexis Saurel            | -         | |
| 1901                                     | 1912 ?                       | Jean-Baptiste Charrasse  | Act.lib.  | Docteur en médecine Conseiller général du canton de Carpentras-Sud (1910 → 1919) |
| Les données manquantes sont à compléter. |                              |                          |           | |
| 1936 ?                                   | ?                            | M. Royer                 | -         | |
| Les données manquantes sont à compléter. |                              |                          |           | |
| mars 1971                                | mars 1983                    | Léonce Barras            | UDF-Rad.  | Conseiller général du canton de Carpentras-Sud (1964 → 1982) |
| mars 1983                                | mars 1989                    | Francis Michel           | -         | |
| mars 1989                                | mars 2008                    | Georges Blum             | DVG       | Chirurgien-dentiste, maire honoraire |
| mars 2008                                | juillet 2020                 | Aimé Navello             | DVD       | Enseignant retraité 4e vice-président de la CA Ventoux-Comtat Venaissin Chevalier des Palmes académiques                                                                                   |
| juillet 2020                             | En cours (au 3 juillet 2020) | Louis Bonnet             | DVD       | Ancien cadre. Élu Maire en 2020 via sa liste “Ensemble pour Mazan” qui comprend Georges Michel, délégué départemental adjoint du RN. La liste est soutenue par le Rassemblement National,. |

### Tendances politiques

#### Résultats de l'élection présidentielle française de 2012
- 1er tour : 1er Nicolas Sarkozy 30,55 %, 2e Marine Le Pen 28,16 %, 3e François Hollande 18,99 %.
- 2d tour : Nicolas Sarkozy 62,33 %, François Hollande 37,67 %.

#### Résultats des élections européennes 2014
- 1er Front National 37,89 %, 2e UMP 21,61 %, 3e Parti soc 11,72 %.

#### Résultats des élections municipales
Résultats de l'élection présidentielle française de 2017
- 1er tour : 1er Marine Le Pen 30,12 %, 2e François Fillon 22,67 %, 3e Emmanuel Macron 19,2 %[25].
- 2d tour : Emmanuel Macron 52,06 % , Marine Le Pen 47,94 %.

### Jumelages
| Mazan (Vaucluse) Moudon |

 Moudon (Suisse) dans le canton de Vaud, depuis le 2 août 1986. En plus des échanges traditionnels entre communes, sont organisés des échanges entre écoles, des rencontres théâtrales et sportives.

## Équipements et services publics

### Eau et déchets
Dans le cadre de la communauté d'agglomération Ventoux-Comtat Venaissin :
- collecte et traitement des déchets des ménages et déchets assimilés,
- protection et mise en valeur de l'environnement.

### Espaces publics
La ville est très proche de la ville de Carpentras, laquelle, en plus d'être un centre administratif important, est aussi un lieu de travail pour beaucoup.
- espace jeunes.
- salle des fêtes.
- bibliothèque municipale.

### Enseignement
- École primaire La Condamine - 350 élèves.
- École maternelle La Condamine - 170 élèves.
- École privée Saint-Dominique[27] - 142 élèves.
- Collège André-Malraux - entre 800-860 élèves.

### Santé
- Cabinet médical dont nombreux médecins.
- Deux pharmacies.
- Laboratoire d'analyses.
- Hôpital Carpentras

## Population et société

### Démographie
L'évolution du nombre d'habitants est connue à travers les recensements de la population effectués dans la commune depuis 1793. Pour les communes de moins de 10 000 habitants, une enquête de recensement portant sur toute la population est réalisée tous les cinq ans, les populations de référence des années intermédiaires étant quant à elles estimées par interpolation ou extrapolation. Pour la commune, le premier recensement exhaustif entrant dans le cadre du nouveau dispositif a été réalisé en 2008.

En 2022, la commune comptait 6 272 habitants, en évolution de +5,52 % par rapport à 2016 (Vaucluse : +1,73 %, France hors Mayotte : +2,11 %).
| 1793  | 1800  | 1806  | 1821  | 1831  | 1836  | 1841  | 1846  | 1851  |
| ----- | ----- | ----- | ----- | ----- | ----- | ----- | ----- | ----- |
| 3 078 | 3 256 | 3 382 | 3 488 | 3 851 | 4 050 | 4 004 | 4 030 | 3 837 |

| 1856  | 1861  | 1866  | 1872  | 1876  | 1881  | 1886  | 1891  | 1896  |
| ----- | ----- | ----- | ----- | ----- | ----- | ----- | ----- | ----- |
| 3 779 | 3 660 | 3 330 | 3 260 | 2 884 | 2 730 | 2 529 | 2 428 | 2 268 |

| 1901  | 1906  | 1911  | 1921  | 1926  | 1931  | 1936  | 1946  | 1954  |
| ----- | ----- | ----- | ----- | ----- | ----- | ----- | ----- | ----- |
| 2 140 | 2 057 | 2 006 | 1 799 | 1 791 | 1 755 | 1 730 | 1 705 | 1 916 |

| 1962  | 1968  | 1975  | 1982  | 1990  | 1999  | 2006  | 2008  | 2013  |
| ----- | ----- | ----- | ----- | ----- | ----- | ----- | ----- | ----- |
| 2 021 | 2 320 | 2 896 | 3 729 | 4 459 | 4 943 | 5 445 | 5 585 | 5 816 |

| 2018  | 2022  | - | - | - | - | - | - | - |
| ----- | ----- | - | - | - | - | - | - | - |
| 6 127 | 6 272 | - | - | - | - | - | - | - |

### Sports et loisirs
- Équipements sportifs : salle omnisports appelée COSEC et deux stades de football.

Quatre terrains de tennis, parcours VTT et cyclo-touristiques.
- Sporting club mazan handball ;
- Club d'équitation (poney) ;
- Pétanque la boule joyeuse de Mazan ;
- Judo Club Mazanais ;
- SC Mazan football.

### Cultes

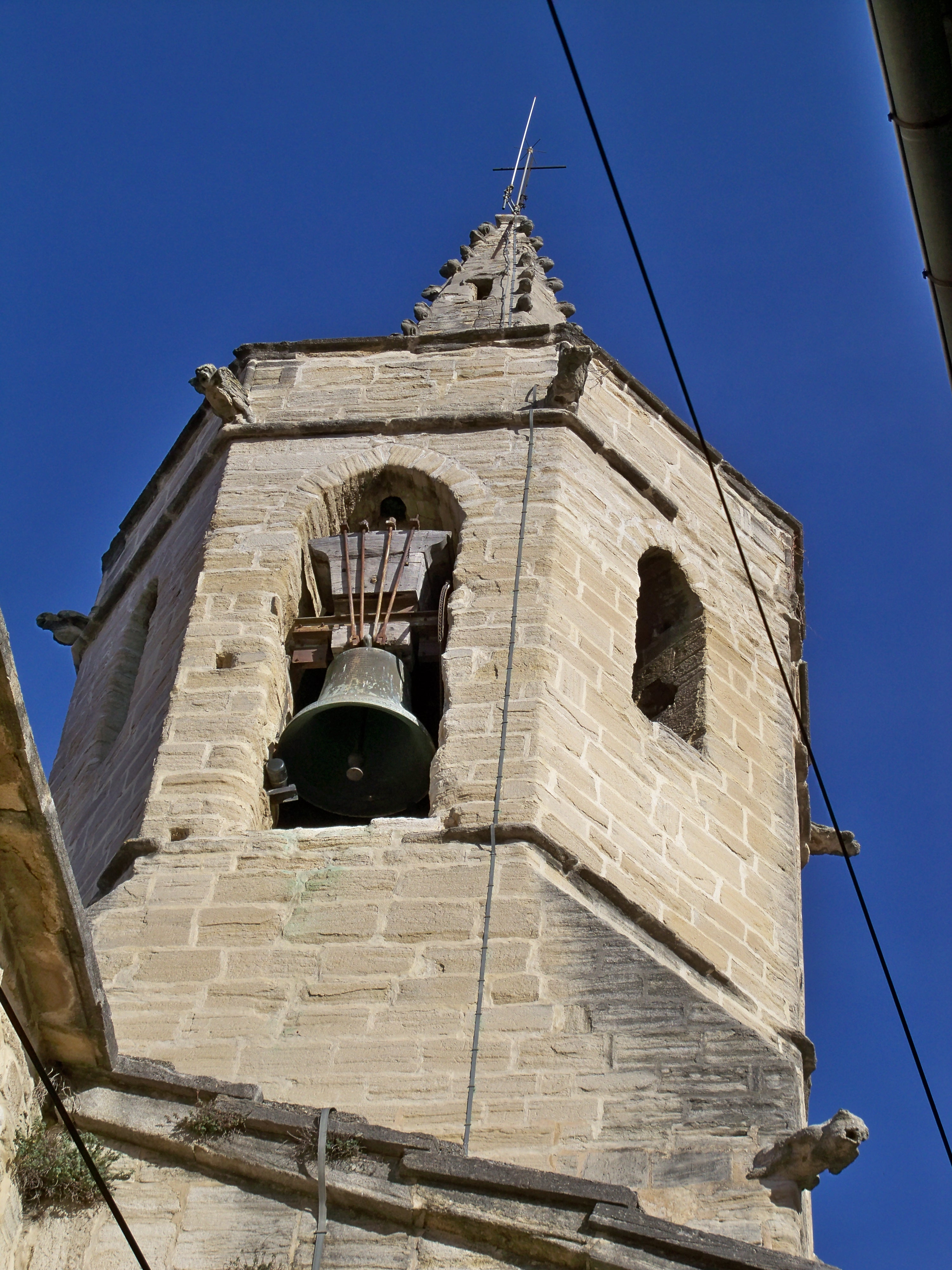
Le clocher de l'église Saint-Nazaire-Saint-Celse.

La commune dispose d'un lieu de culte catholique : l'église Saint-Nazaire-Saint-Celse.

## Économie

### Emplois, revenus et niveau de vie
Le taux de chômage à Mazan en 2011 est de 12,9 % de sa population active 15/64 ans / moyenne des villes 9,7 %.

### Industrie
Au XVIIIe siècle, une industrie liée au textile est présente sur la commune, avec le tissage de chanvre et de soie.
Usine Siniat d'exploitation de gypse du groupe Etex France BP, avec l'un des plus importants gisements à ciel ouvert de gypse au monde et la plus grande carrière à ciel ouvert d'Europe avec un gypse d'une pureté exceptionnelle (90 %).
Une zone artisanale, à l'ouest du bourg, compte de nombreux artisans.

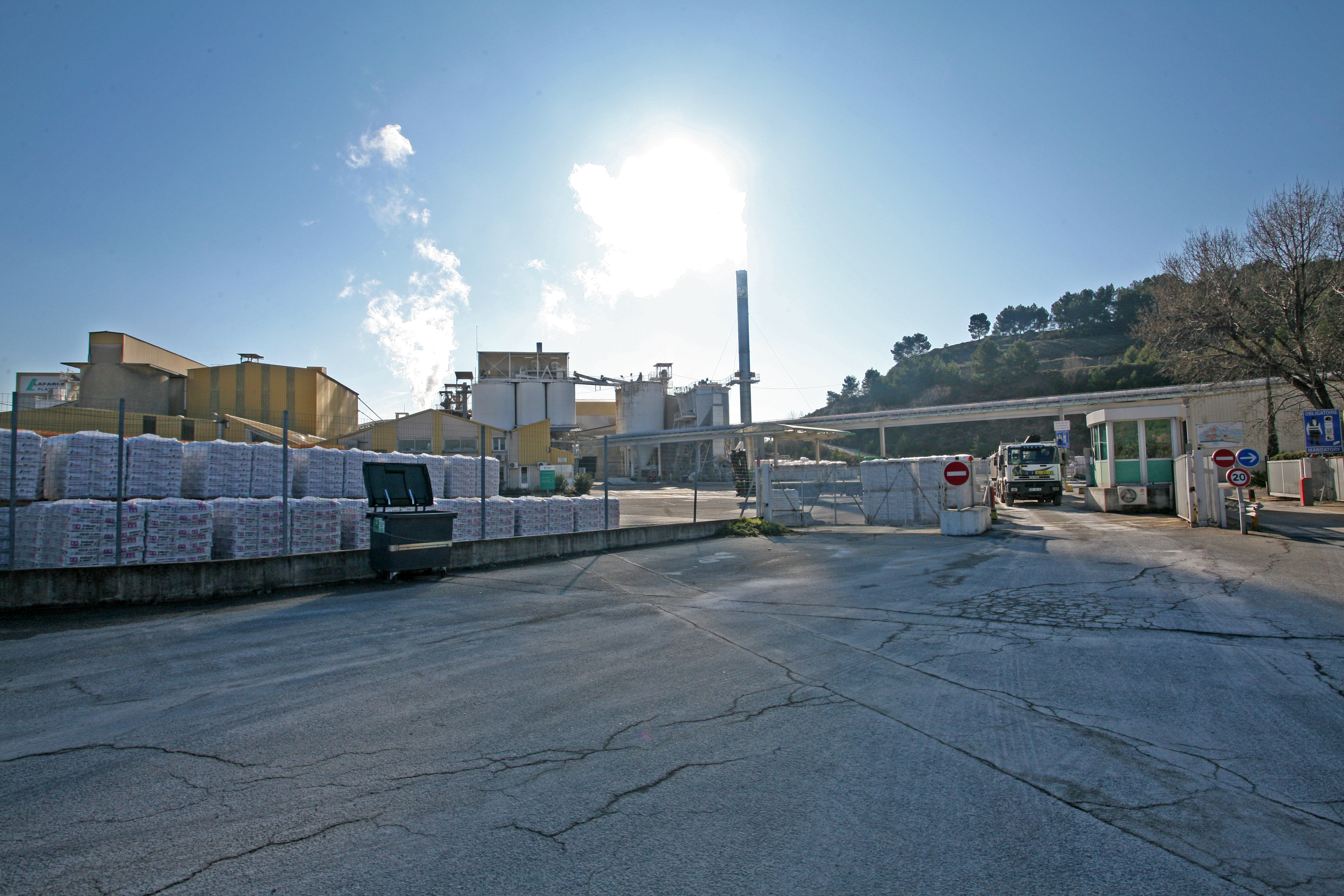
Usine d'exploitation de gypse Siniat, du groupe Etex.
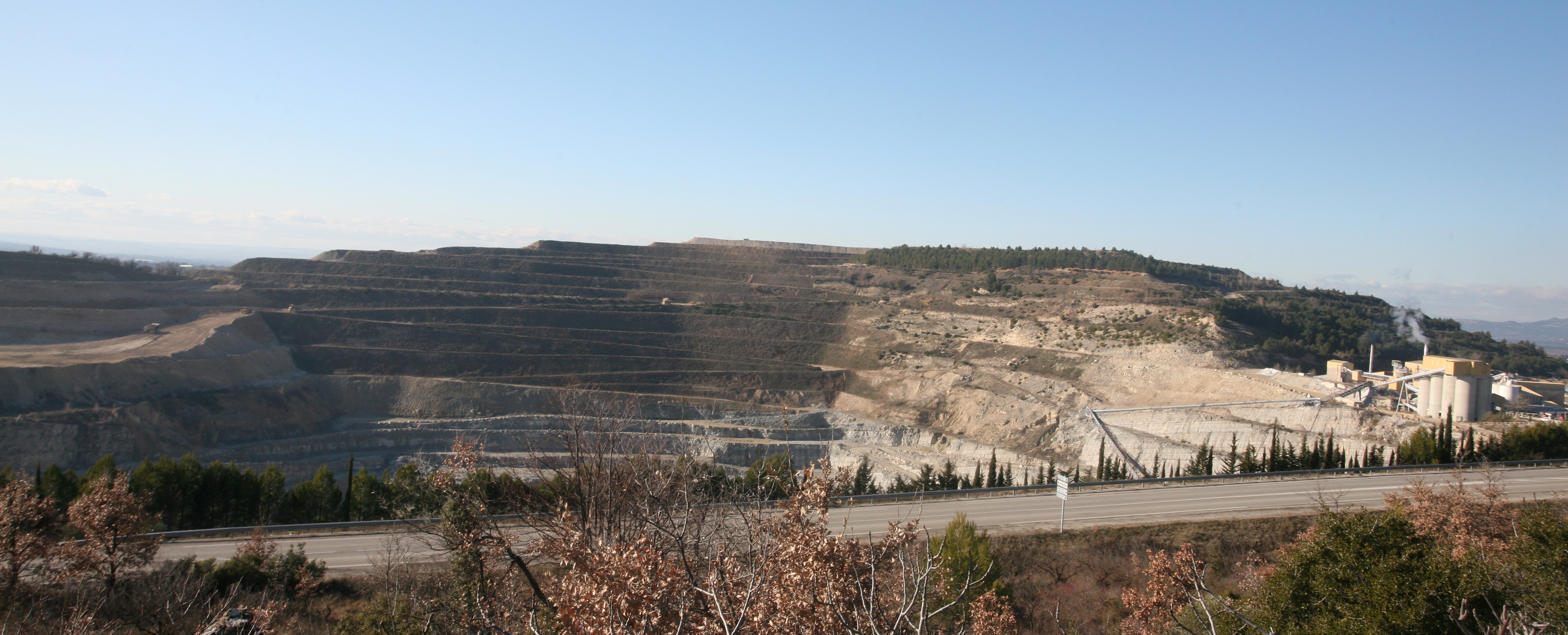
La carrière.
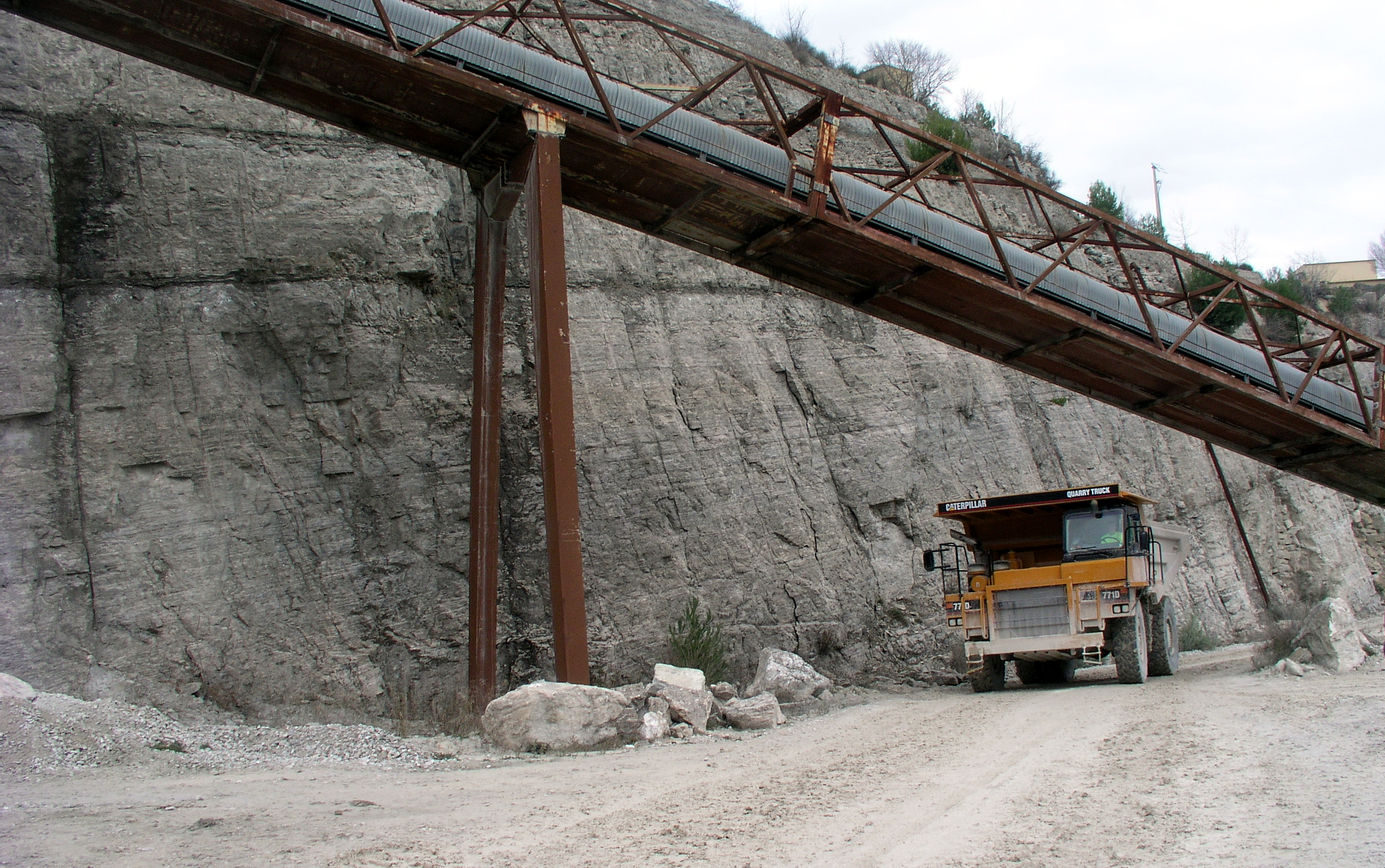
Camion dans la carrière de Mazan.
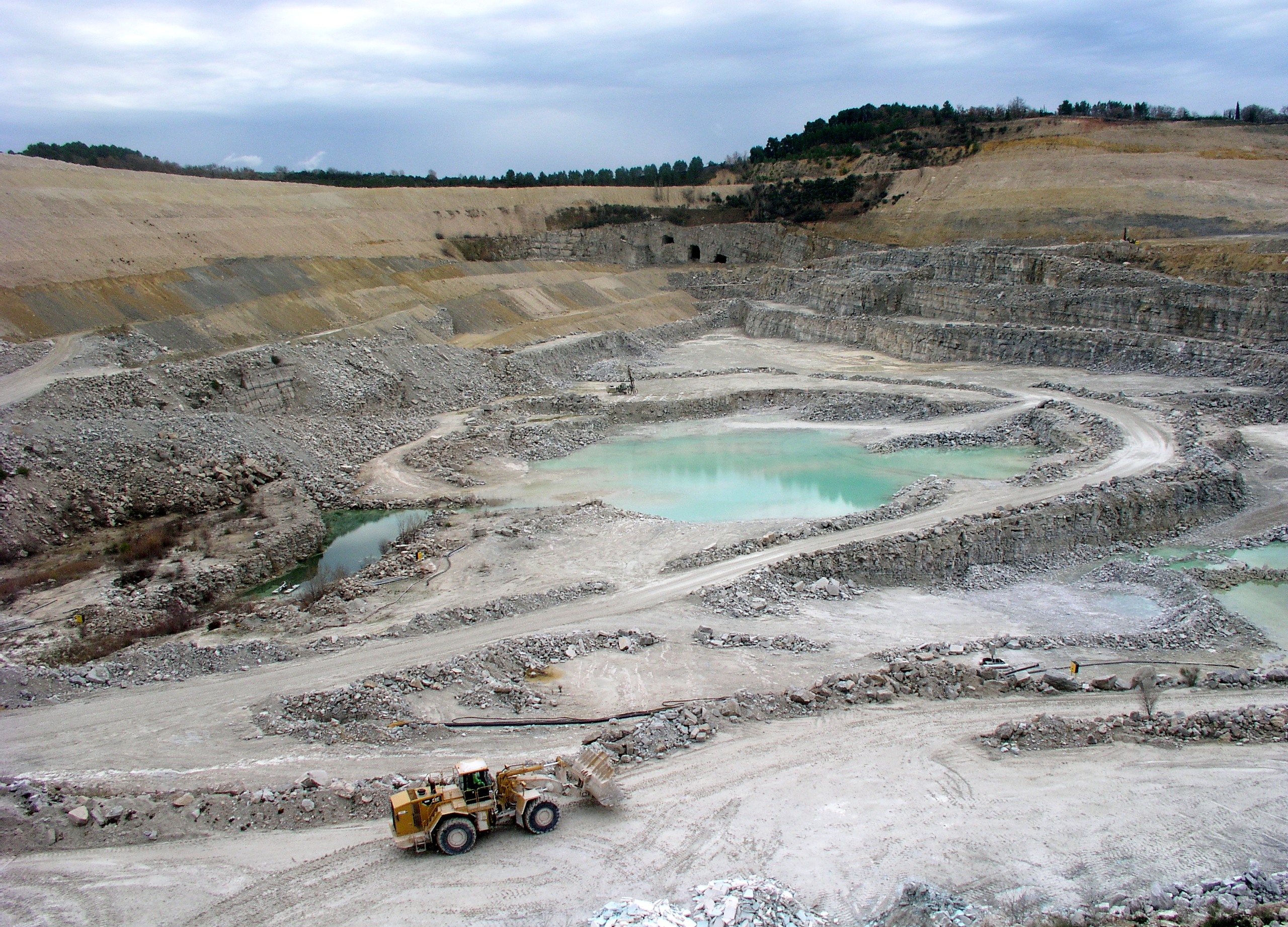
La carrière de gypse de Mazan.
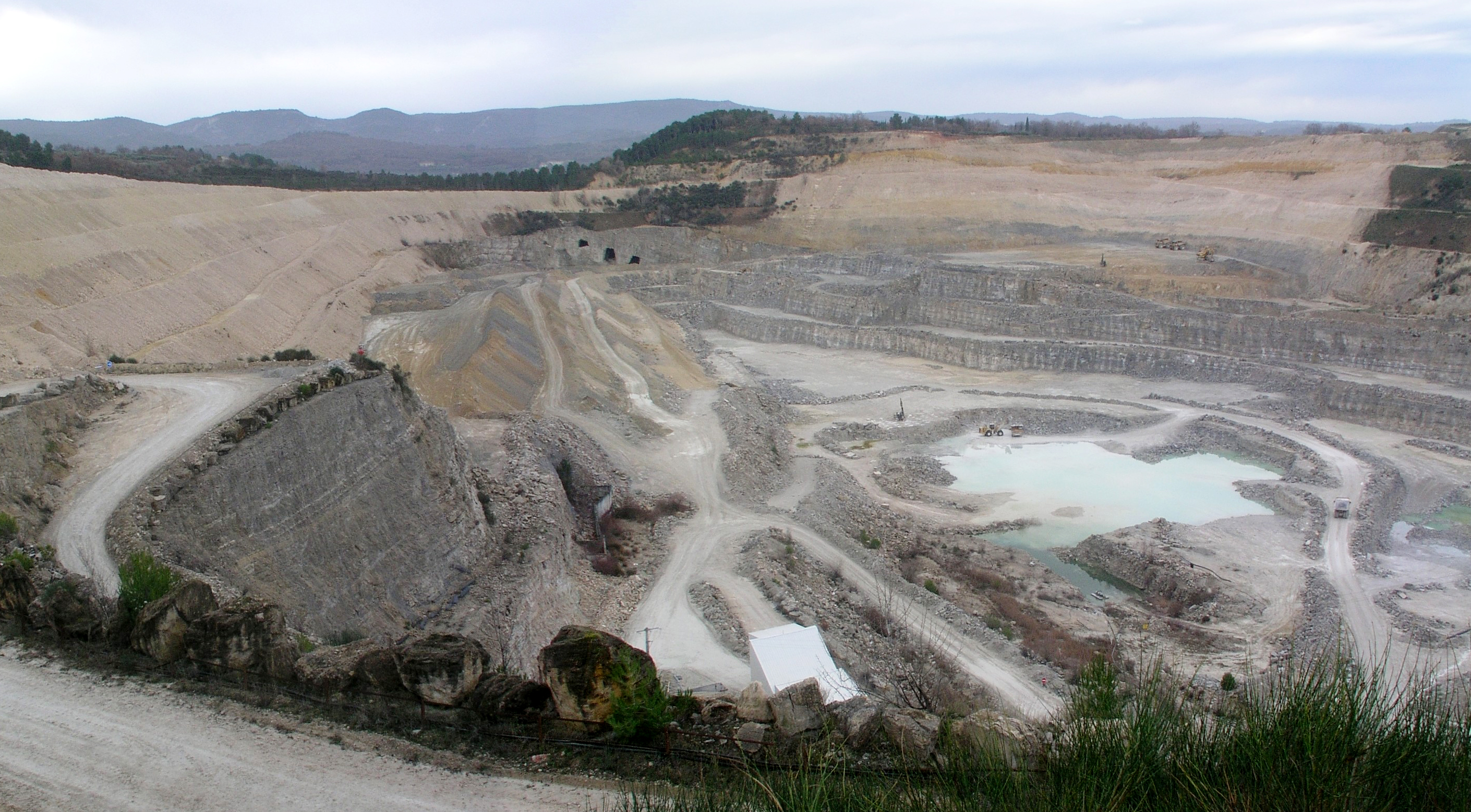
Carrière de Mazan exploitée par Siniat du groupe Etex France BP.

### Entreprises et commerces
Tous commerces sur place + supermarchés U express, SPAR.
Marché hebdomadaire le lundi.

### Agriculture

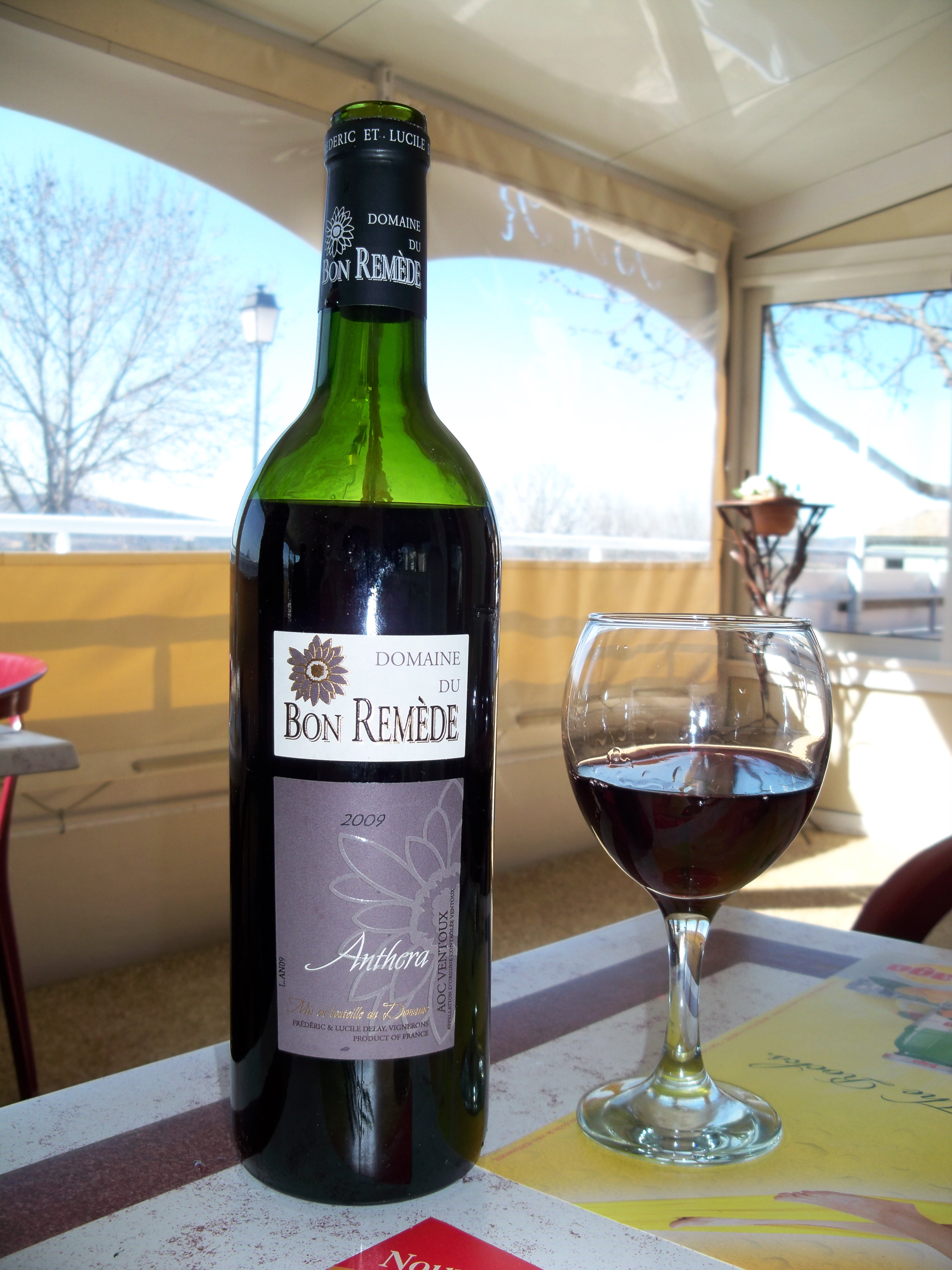
Bouteille de ventoux AOC de Mazan.

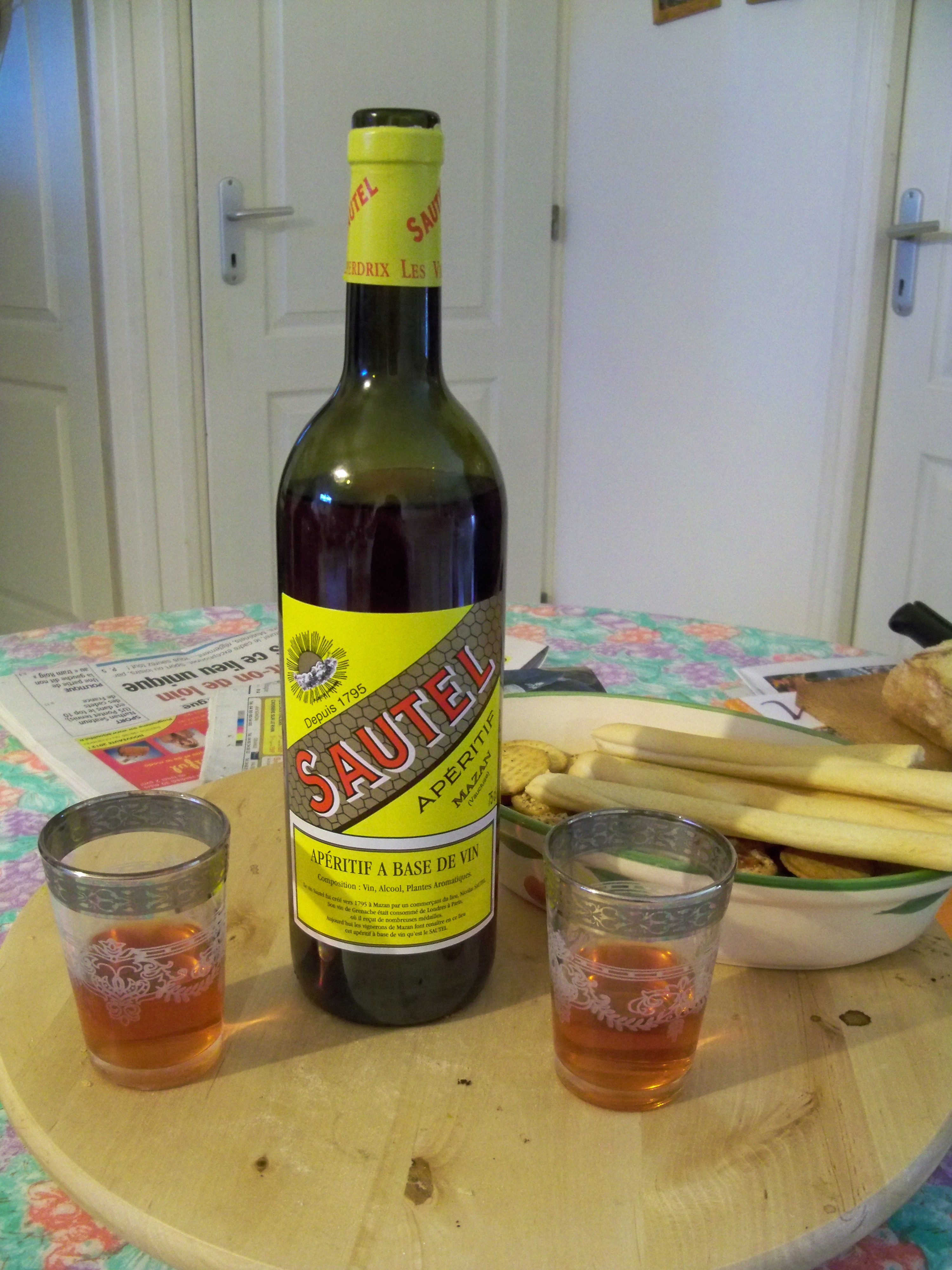
Bouteille de Sautel, mistelle élaborée par la cave coopérative Canteperdrix.

La période de paix, à partir du XVIIe siècle, permet un grand développement de l'agriculture sur la commune, notamment dans les domaines céréaliers (blé, seigle et orge), oléicoles et viticoles.
La culture fruitière tient également une part importante, pour la consommation locale, et la production des fruits entrant dans la composition des treize desserts : amandiers, noyers, figuiers.
Au XVIIIe siècle, des cultures plus industrielles voient le jour sur la commune : culture du chanvre, pour la fabrication de toiles ; essai de culture de la garance, par Jean Althen ; mûriers pour la culture du ver à soie, le safran.
De nos jours, on peut noter de nombreux oliviers permettant la fabrication d'huile d'olive, des cerisiers, des chênes pour le bois et pour les truffes, des vignes et une cave vinicole pour la production de vin AOC « côtes-du-ventoux » (100 000 hl annuels), etc. Les vignerons de Canteperdrix, depuis 1997, ont repris l'élaboration et la commercialisation d'un vin apéritif, le Sautel, créé en 1796 par un négociant en vin du village.
Productions du terroir : volailles, pisciculture et miel.

### Tourisme
La situation géographique de Mazan, entre Carpentras et mont Ventoux permet un développement touristique de la commune, et constitue l'un des points important de l'économie locale. Sont à noter : gîtes ruraux, campings, camping à la ferme, chambres et tables d'hôtes, restaurants, etc.

## Culture et patrimoine

### Lieux et monuments

#### Patrimoine civil

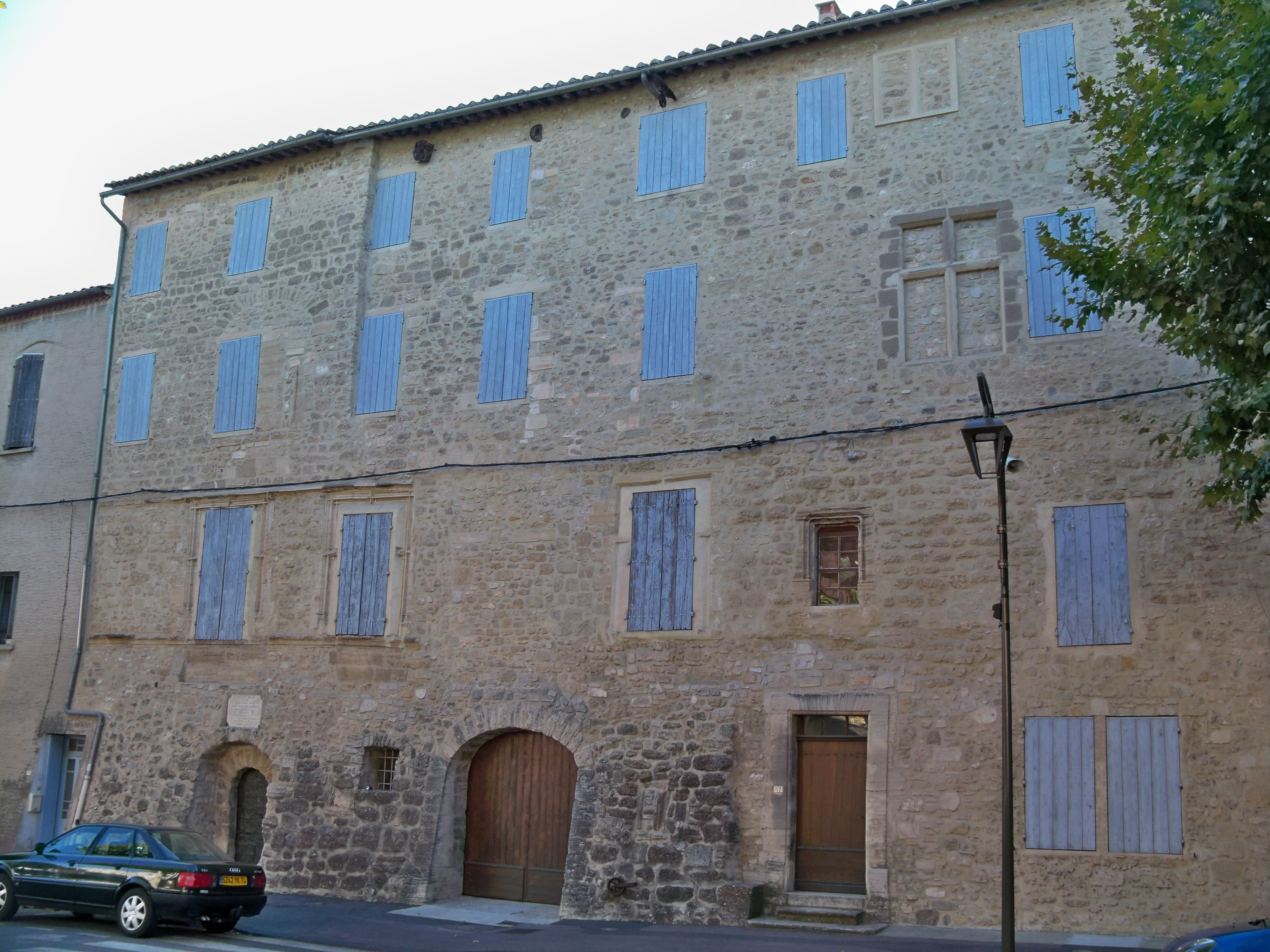
Château Astoaud Caussans.

- Portail Renaissance (1515) + autres portes anciennes.
- Château de Mazan (1730).
- Ancien château des Sade.
- Ancien château des Astoaud/Causans.
- Ferme fortifiée des Tourettes (XVIe siècle).
- Vieilles fontaines de Bisque et des Rossignols.
- Grande fontaine (1841).
- Musée municipal, Musée de France, « Mémoire de la commune ».
- Vestiges d'anciens moulins le long de l'Auzon.
- Le cimetière qui contient des sarcophages gallo-romains : 64 sarcophages monolithiques[34].
- La nécropole.
- La glacière de Mazan[35].

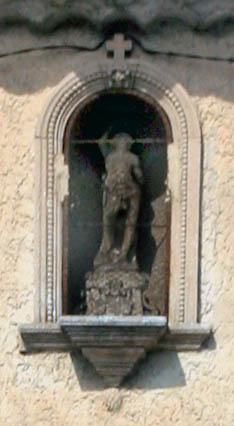
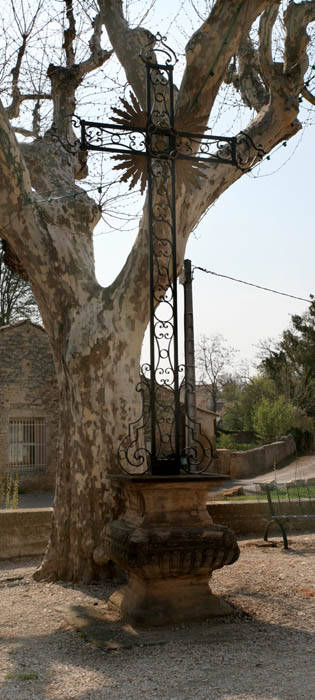
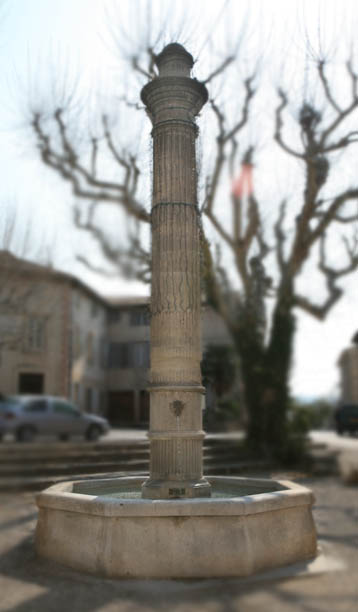
La grande fontaine (aussi l'obélisque).

#### Patrimoine religieux
- l'église, et quartier Saint-Andéol.
- Église paroissiale romane Saint-Nazaire-et-Saint-Celse, des XIIe et XVe siècles.
- Chapelle rurale Notre-Dame-du-Bon-Remède XVIIIe siècle.
- Chapelle votive Saint-Roch (XVIIe siècle).
- Chapelle Notre-Dame-de-Pareloup (XIe siècle).
- Chapelle Notre-Dame-la-Brune (origine romane).
- Chapelle des Pénitents Blancs (XVIIe siècle).
- Croix, niches.

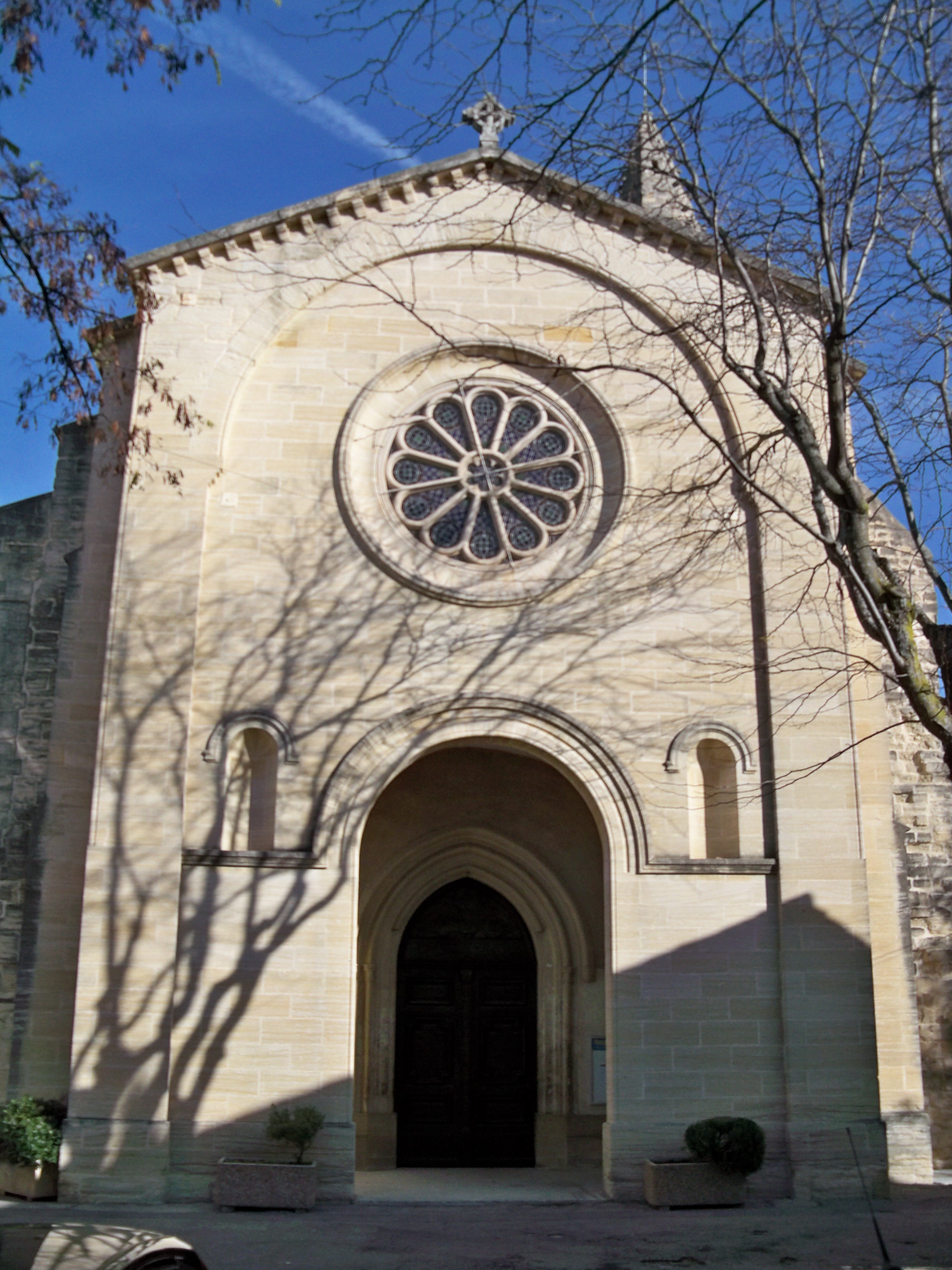
Église Saint-Nazaire-et-Saint-Celse.
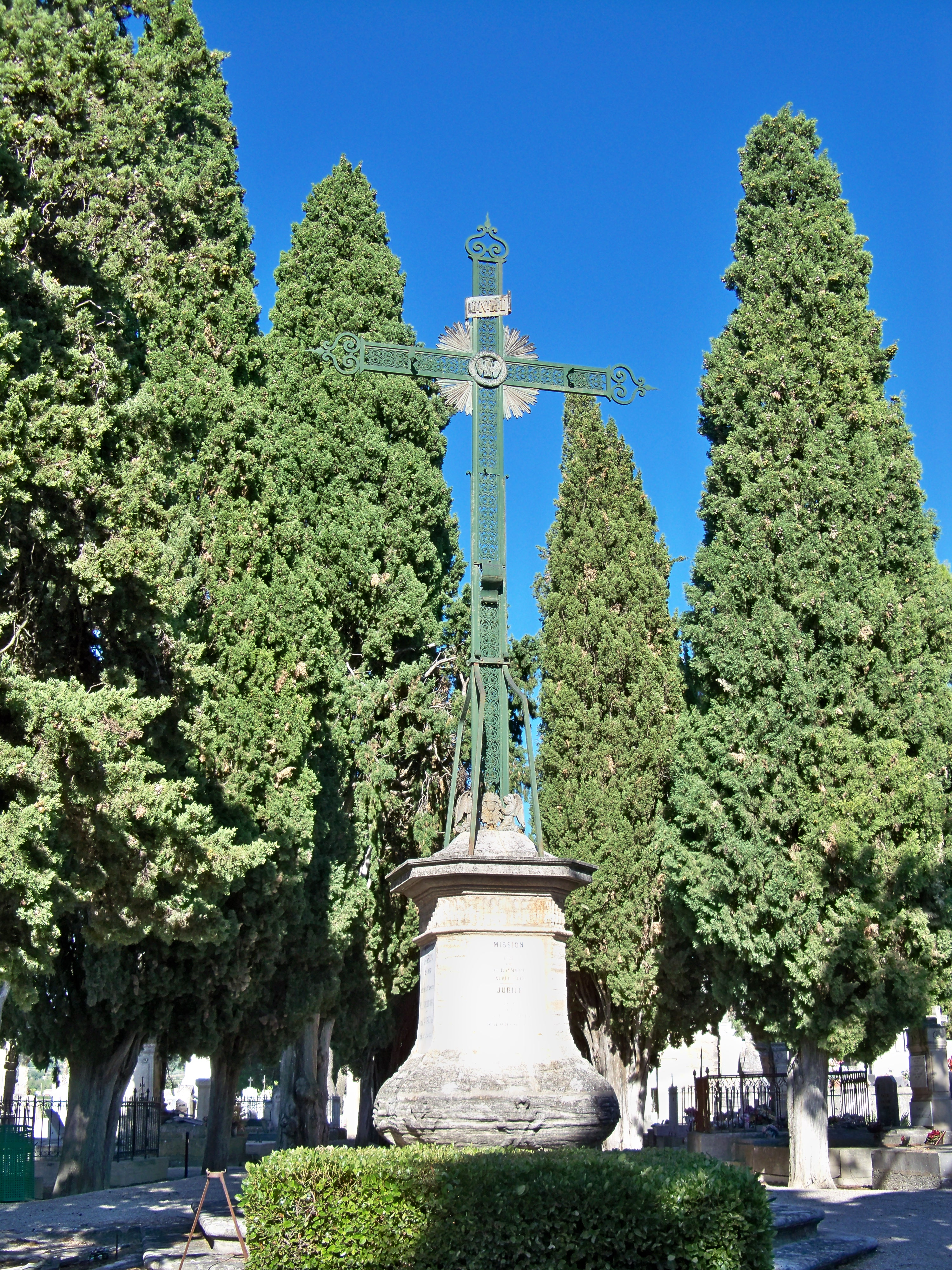
Croix du cimetière.
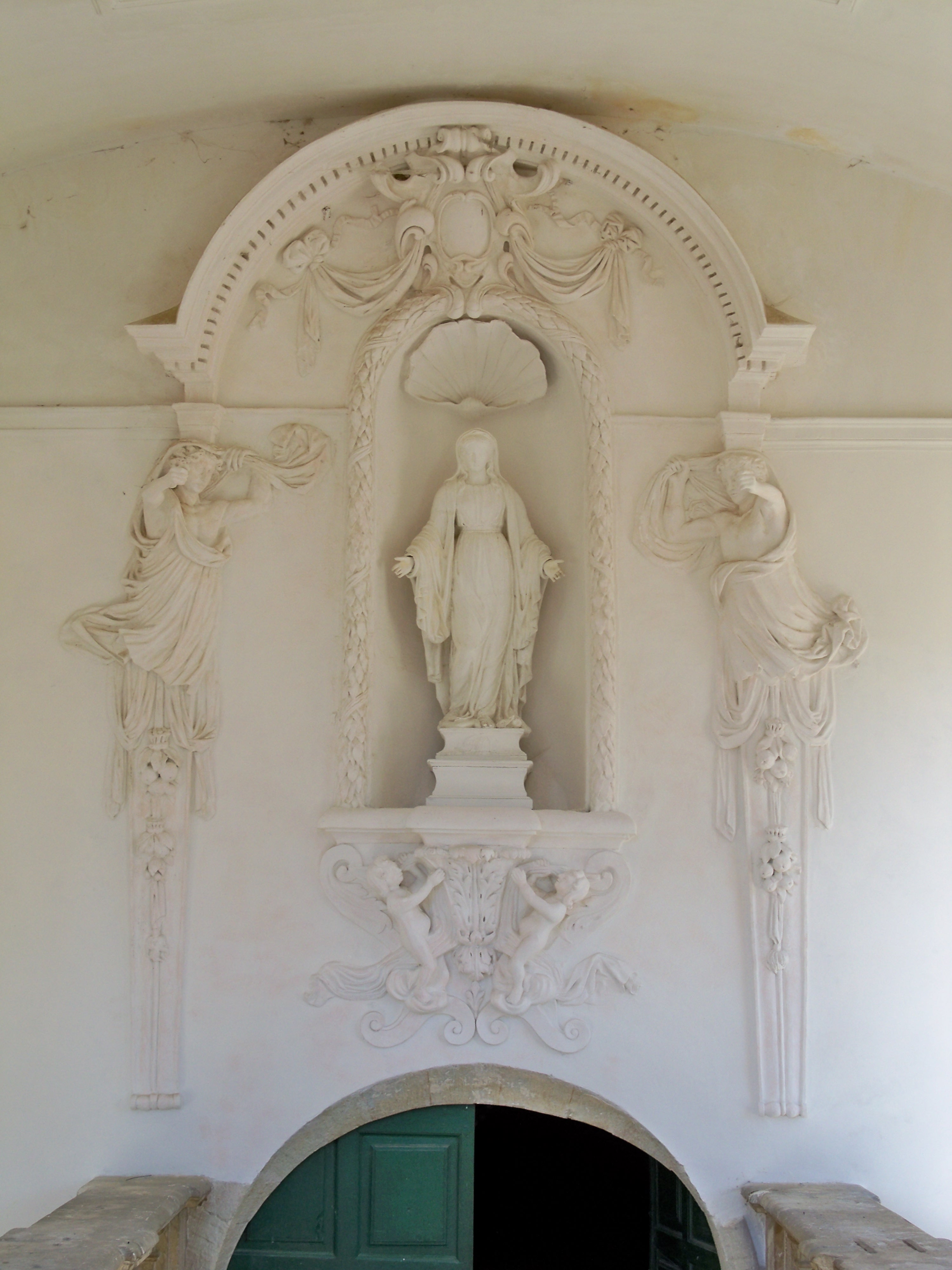
Chapelle Notre-Dame-de-Pareloup.
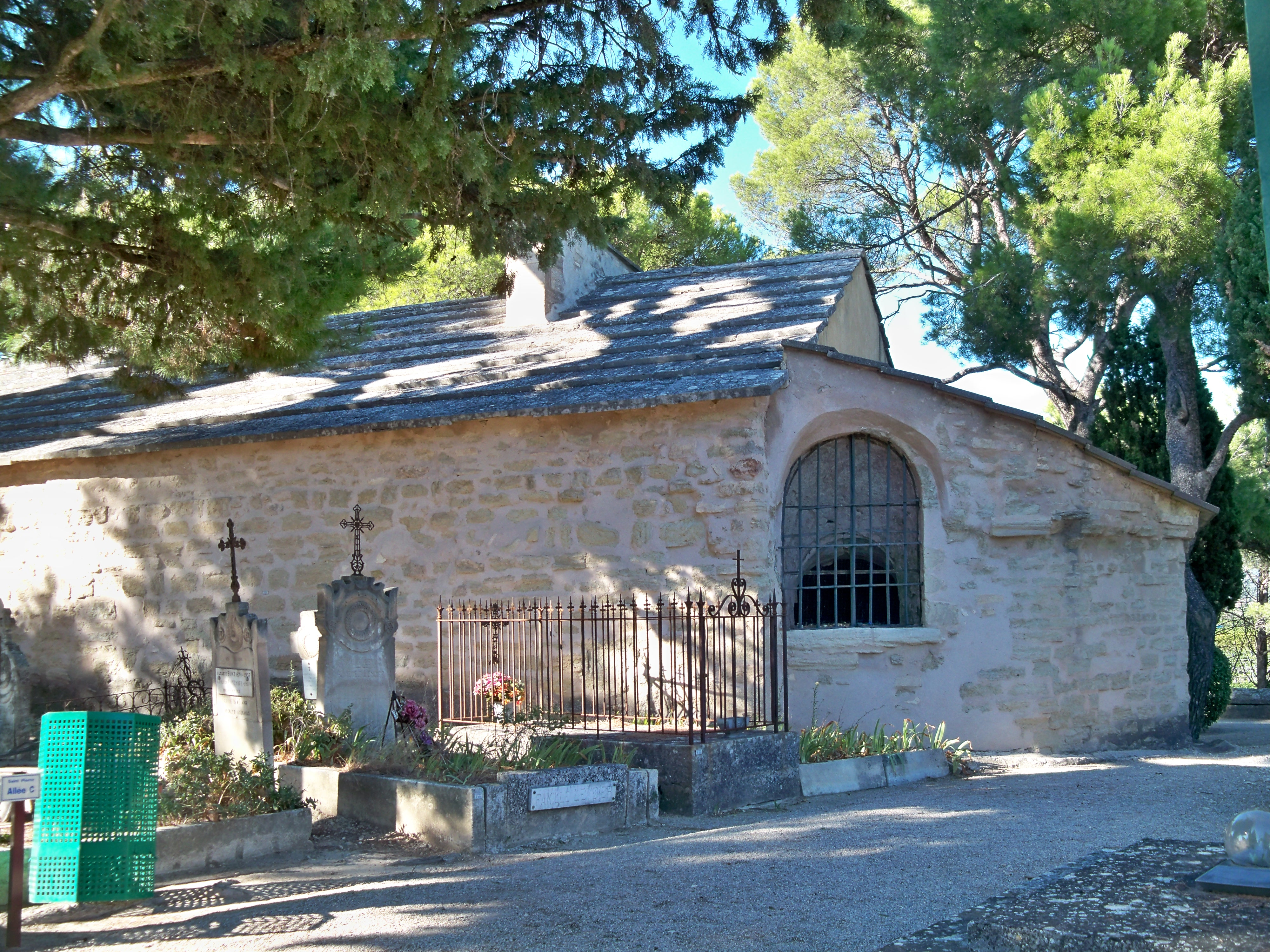
Chapelle Notre-Dame-de-Pareloup.

#### Cabanes en pierre sèche
Les cabanes de la commune ont été décrites dans une monographie communale à la fin des années 1970 par Pierre Fayot et Camille Tiran, lesquels indiquent que « les dates relevées de 1875 au Limon, de 1865 à la Boissière sont des dates moyennes de leur construction. ».
Mazan possède un sentier de la pierre sèche depuis 2017. Au quartier de La Boissière, on y découvre une bâtisse en forme de tour quadrangulaire terminée par une plateforme bordée de créneaux que dessert un escalier extérieur. Les villageois la surnomment la « cabane d'Adam » ou « la chapelle » car une croix de pierre se dressait autrefois sur un arceau au sommet de la façade. Au-dessus de l'arc de l'entrée, une pierre arbore le millésime 1865 inscrit dans un cartouche en creux. Une deuxième pierre, tombée au sol en même temps que la croix, porte le nom du propriétaire, un dénommé GRAS, de son prénom Adam. Le G est fermé, si bien que l'on peut lire également ORAS (« tu pries »).

### Personnalités liées à la commune
- Jules II (1443 - 1513) de son vrai nom Giuliano Della Rovere, alors cardinal il rachète pour deux ans la co-seigneurie à la famille Retronchin, pour la revendre à la famille Astoaud. Il est intronisé Pape en 1503.
- Jacques Bernus (1650 - 1728), sculpteur.
- Alexis Peyrotte (1699 à Mazan - 1769), peintre du roi.
- Jean-Baptiste de Sade (1702 à Mazan - 1767), militaire et diplomate, père de Donatien Aldonse François, marquis de Sade (1740 - 1814).
- Jacques François Paul de Sade (1705 - 1778), oncle du marquis de Sade, écrivain poète, propriétaire d'un château à Mazan. Son neveu, Donatien Aldonse François, marquis de Sade, (1740 - 1814), y organisa le premier festival de théâtre de Provence.
- Guy Barruol, archéologue, chercheur au CNRS et écrivain.
- Désiré Blanchet (1844 - 1918), historien, auteur de manuels scolaires.
- L’actrice britannique Keira Knightley s’est mariée sur la commune et y possède un mas.
- Dominique Pelicot, habitant originaire de la région parisienne condamné pour avoir soumis chimiquement sa femme à des fins sexuelles.

### Héraldique
| Blason de Mazan | Les armes peuvent se blasonner ainsi : D'azur à la main appaumée d'argent, accompagnée en chef à dextre d'un soleil d'or et à senestre d'une lune aussi d'argent. Devise : in manu Dei omnia sunt (tout tient en la main de Dieu). |  |